# Ексетер Тауншип (округ Лузерн, Пенсільванія)
Ексетер Тауншип (англ. Exeter Township) — селище (англ. township) в США, в окрузі Лузерн штату Пенсільванія. Населення — 2051 особа (2020).

## Демографія
Згідно з переписом 2010 року, у селищі мешкало 2378 осіб у 894 домогосподарствах у складі 676 родин. Було 1007 помешкань
Расовий склад населення:
| - 99,3 % — білих - 0,2 % — чорних або афроамериканців - 0,1 % — азіатів |

До двох чи більше рас належало 0,4 %. Частка іспаномовних становила 0,5 % від усіх жителів.
За віковим діапазоном населення розподілялося таким чином: 19,7 % — особи молодші 18 років, 65,1 % — особи у віці 18—64 років, 15,2 % — особи у віці 65 років та старші. Медіана віку мешканця становила 44,6 року. На 100 осіб жіночої статі у селищі припадало 104,3 чоловіків;  на 100 жінок у віці від 18 років та старших — 106,0 чоловіків також старших 18 років.
Середній дохід на одне домашнє господарство  становив 86 500 доларів США (медіана — 70 682), а середній дохід на одну сім'ю — 86 995 доларів (медіана — 78 125). Медіана доходів становила 52 083 долари для чоловіків та 44 861 долар для жінок. За межею бідності перебувало 3,3 % осіб, у тому числі 0,0 % дітей у віці до 18 років та 7,6 % осіб у віці 65 років та старших.
Цивільне працевлаштоване населення становило 1313 осіб. Основні галузі зайнятості: освіта, охорона здоров'я та соціальна допомога — 24,7 %, роздрібна торгівля — 13,6 %, виробництво — 11,9 %, будівництво — 11,3 %.